# Северняк
Северняк (болг. Северняк) — село в Болгарии. Находится в Добричской области, входит в общину Крушари. Население составляет 173 человека.

## Политическая ситуация
В местном кметстве Северняк, в состав которого входит Северняк, должность кмета (старосты) исполняет Осман Мустафа Азис (Движение за права и свободы (ДПС)) по результатам выборов правления кметства.
Кмет (мэр) общины Крушари — Добри Стоянов Стефанов (Движение за права и свободы (ДПС)) по результатам выборов 2007 года в правление общины.